# Alyaksey Ivanow
Alyaksey Ivanow (tiếng Belarus: Аляксей Іваноў; tiếng Nga: Алексей Иванов; sinh 19 tháng 2 năm 1997) is a Belarusian footballer. Tính đến năm 2018, anh thi đấu cho Luch Minsk mượn từ Dinamo Brest.

## Danh hiệu
Dinamo Brest
- Vô địch Cúp bóng đá Belarus: 2016–17